# Kabouda
Kabouda est une commune rurale située dans le département de Méguet de la province du Ganzourgou dans la région du Plateau-Central au Burkina Faso. Elle est jumelée avec la ville de Harnes située dans les Hauts-de-France (62440) en France. 

## Géographie
Kabouda est situé à environ 6 km au sud de Méguet, le chef-lieu du département.

## Santé et éducation
Le centre de soins le plus proche de Kabouda est le centre de santé et de promotion sociale (CSPS) de Méguet tandis que le centre médical avec antenne chirurgicale (CMA) se trouve à Zorgho.